# Fanny Cottençon
Fanny Cottençon (ur. 11 maja 1957 w Port-Gentil) – francuska aktorka filmowa, teatralna i telewizyjna. Laureatka Cezara dla najlepszej aktorki drugoplanowej za rolę w filmie Gwiazda Północna (1982) Pierre'a Granier-Deferre'a.